# Abril Montilla

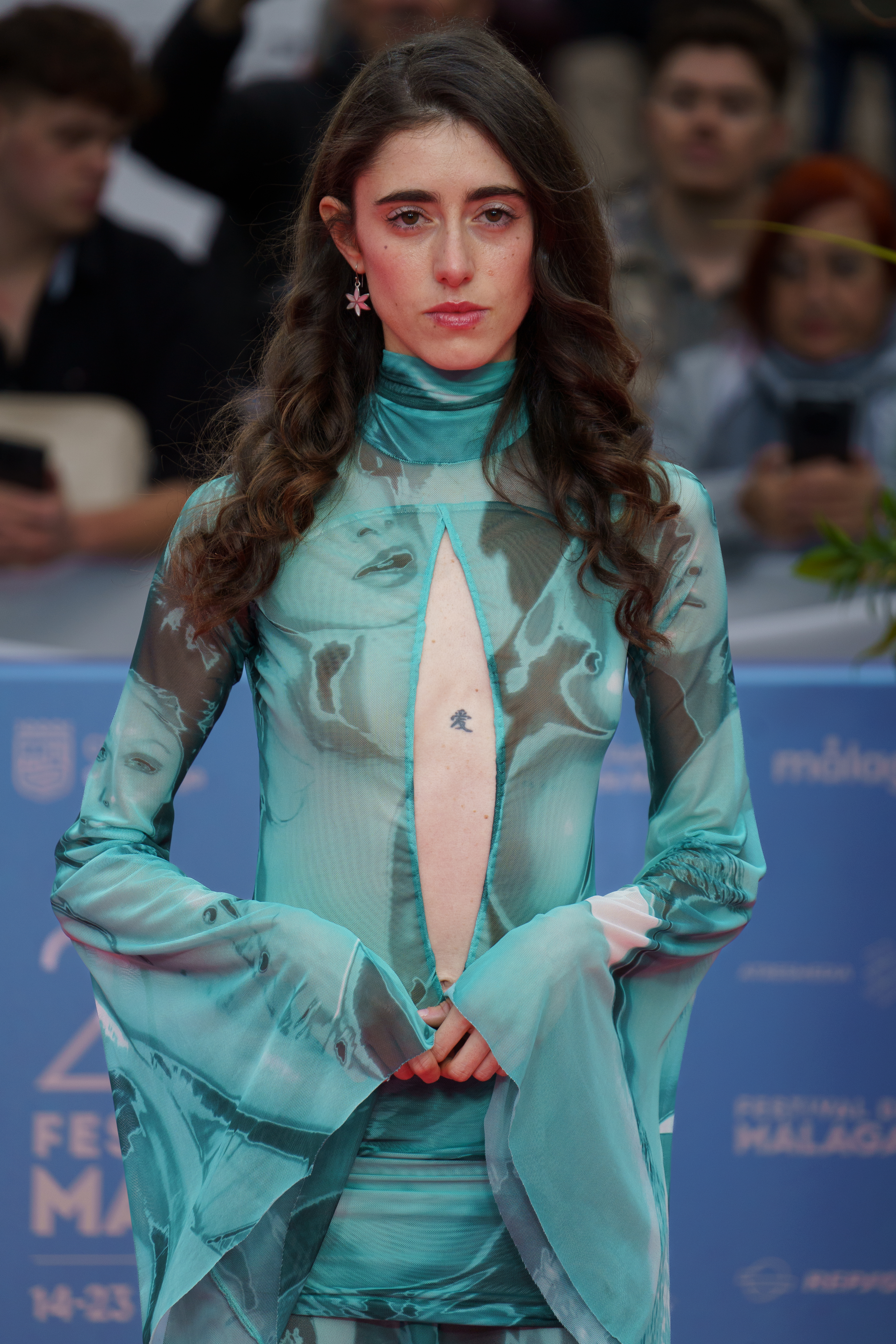
Abril Montilla

Abril Montilla Parra (* 3. Oktober 2000 in Málaga) ist eine spanische Schauspielerin.

## Leben und Karriere
Montilla wurde in Málaga geboren. Sie ist die Tochter der Schauspielerin María José Parra. Ihr Debüt gab sie 2017 in der Serie Éramos pocos. Bekanntheit erlangte sie 2018 mit der Rolle der María Jesús Junio Crespo in der Fernsehserie La otra mirada.
2020 wurde sie für die Serie Acacias 38 gecastet. Im selben Jahr trat sie in Jemand muss sterben auf. Außerdem spielte Montilla 2021 in Desaparecidos mit. 2023 bekam sie eine Rolle in Urban. La vida es nuestra.

## Filmografie
Serien
- 2017: Éramos pocos
- 2018–2019: La otra mirada
- 2019: Die Pest (La peste)
- 2020–2021: Acacias 38
- 2020: Jemand muss sterben (Alguien tiene que morir)
- 2020: 30 Coins
- 2021: Desaparecidos
- 2023: Pollos sin cabeza
- 2023: Urban. La vida es nuestra